# Wayne Turner
Wayne Keon Turner (Boston, 22 marzo 1976) è un ex cestista e allenatore di pallacanestro statunitense, professionista nella NBA, in Italia, Australia e Belgio.

## Palmarès
- McDonald's All-American Game (1995)
- 2 volte campione NCAA (1996, 1998)
- Campione CBA (2002)